# Pontoon Beach (Illinois)
Pontoon Beach es una villa ubicada en el condado de Madison en el estado estadounidense de Illinois. En el Censo de 2010 tenía una población de 5836 habitantes y una densidad poblacional de 179,4 personas por km².

## Geografía
Pontoon Beach se encuentra ubicada en las coordenadas 38°42′31″N 90°4′41″O / 38.70861, -90.07806. Según la Oficina del Censo de los Estados Unidos, Pontoon Beach tiene una superficie total de 32.53 km², de la cual 25.94 km² corresponden a tierra firme y (20.25%) 6.59 km² es agua.

## Demografía
Según el censo de 2010, había 5836 personas residiendo en Pontoon Beach. La densidad de población era de 179,4 hab./km². De los 5836 habitantes, Pontoon Beach estaba compuesto por el 87.23% blancos, el 6.61% eran afroamericanos, el 0.31% eran amerindios, el 1.01% eran asiáticos, el 0.02% eran isleños del Pacífico, el 2.55% eran de otras razas y el 2.26% pertenecían a dos o más razas. Del total de la población el 5.72% eran hispanos o latinos de cualquier raza.